# 분홍과 파란 리본

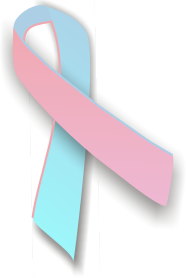
핑크와 파란 리본

핑크와 파란 리본은 다음과 같은 것의 상징으로 이용된다.
- 낙태 반대 운동[1]
- 할례 논쟁[2]
- 남성유방암 인식[3]
- 염증성 유방암 인식[4]
- 불임 인식[5]
- 영국, 호주, 미국, 캐나다에서 10월 15일 임신 및 유아 사망 추모일의 유아 사망 인식[6][7]